# Hermann Korff gen. Schmising
Hermann Korff gen. Schmising (* im 15. Jahrhundert; † 16. Jahrhundert) war Domherr in Münster.

## Leben
Hermann Korff gen. Schmising entstammte dem westfälischen Adelsgeschlecht Korff, dessen Familienzweige zu den ältesten landsässigen Adelsfamilien des Münsterlandes gehören. Zahlreiche namhafte Persönlichkeiten sind daraus hervorgegangen. Er war der Sohn des Caspar (Jaspar) Korff gen. Schmising und dessen Gemahlin Anna von Merveldt.
Sein Bruder Wilbrand war von 1535 bis 1557 Domherr in Münster. Bernhard, sein anderer Bruder, war von 1552 bis 1595 münsterscher Domherr. Hermanns Onkel Otto hatte in den Jahren 1484 bis 1494 das Amt des Domdechanten in Münster inne.
Am 1. September 1507 immatrikulierte Hermann an der Universität Köln und studierte Rechtswissenschaften. Ebenso absolvierte er ein Studium in Bologna. 1510 wird er als Domherr zu Münster genannt. In diesem Amt blieb er bis zum Jahre 1514. Die Quellenlage gibt keinen Aufschluss über seinen weiteren Lebensweg.